# (229631) Cluny
(229631) Cluny ist ein Asteroid des mittleren Hauptgürtels, der vom französischen Informatiker und Amateurastronomen Jean-Claude Merlin am 4. März 2006 am vollautomatischen Ritchey-Chrétien-81-cm-Teleskop des Tenagra II Observatory in Nogales, Arizona (IAU-Code 926) entdeckt wurde. Das Teleskop konnte Merlin bei der Entdeckung von Frankreich aus ansteuern.
Der Asteroid befindet sich in einer Zone der 4-3-1-Bahnresonanz mit Jupiter und Saturn. Bei einer Umkreisung von Saturn um die Sonne, vollendet Jupiter drei und der Asteroid vier Umkreisungen.
(229631) Cluny wurde am 28. November 2010 nach der französischen Stadt Cluny benannt, die Anfang des 10. Jahrhunderts um die Abtei Cluny, ein Benediktinerkloster, herum entstand. Schon 1976 war ein Marskrater nach Cluny benannt worden: Marskrater Cluny.